# Aptesis lissopleuris
Aptesis lissopleuris là một loài tò vò trong họ Ichneumonidae.